# Don Dickinson
Donald Percy (Don) Dickinson (ur. 28 grudnia 1947 w Prince Albert) – kanadyjski pisarz.
Ukończył studia licencjackie na University of Saskatchewan (1970) i magisterskie na University of British Columbia (1973). Za książkę Blue Husbands otrzymał nagrodę literacką Ethel Wilson Fiction Prize.
1 maja 1970 poślubił Chellie Margaret Eaton. Para ma troje dzieci. Mieszka w Lillooet w prowincji Kolumbia Brytyjska.
W latach 1993–1994 dubbingował postać Nock'a w 13 odcinkach serialu animowanego Cadillaki i dinozaury.

## Zbiory opowiadań
- Fighting the Upstream (1987)
- Blue Husbands (1991)

## Powieści
- The Crew (1993)
- Robbiestime (2000)